# Green Endurance Campionato Italiano Energy Saving
Green Endurance è un Campionato Italiano organizzato da AciSport nell'ambito dei Campionati Energie Alternative. E' riservato ai veicoli con alimentazioni alternative omologati per la circolazione stradale e la competizione si sviluppa in gare di regolarità e di analisi dei consumi.
Nella stagione inaugurale del 2018 si sono svolte 3 gare (Cervesina, Carrara e Torino). Il campionato piloti è stato vinto da Nicola Ventura, quello copiloti da Daniela Marchisio, quello Scuderie da Ecomotori Racing Team e quello costruttori da Renault.
Nella stagione 2019 si sono disputate 3 gare (Como, Ortisei ed Este). Il campionato piloti è stato vinto da Nicola Ventura, quello copiloti da Daniela Marchisio, quello Scuderie da Ecomotori Racing Team e quello costruttori da Abarth
La stagione 2020 si è svolta in formato ridotto con sole 2 gare (Merate e Sondrio) senza analisi dei consumi e con la sola regolarità in seguito dell'emergenza sanitaria Covid-19. Il campionato piloti è stato vinto da Cesare Martino, quello copiloti da Francesca Olivoni, quello Scuderie dalla Scuderia Etruria Racing e quello costruttori da Volkswagen.
Il campionato 2021 si è svolto a Treviso In 3 gare. Il format 2021 era incentrato sui consumi, senza prove di regolarità, su modello della Mobil Economy Run. Il campionato piloti è stato vinto da Nicola Ventura e Monica Porta sul concept Clio Hybrid a biometano, quello Scuderie da Ecomotori Racing Team e quello costruttori da Renault e da Ecomotive Solutions.
| Anno | Piloti         | Navigatori        | Scuderie                | Costruttore                   |
| ---- | -------------- | ----------------- | ----------------------- | ----------------------------- |
| 2018 | Nicola Ventura | Daniela Marchisio | Ecomotori Racing Team   | Renault                       |
| 2019 | Nicola Ventura | Daniela Marchisio | Ecomotori Racing Team   | Abarth                        |
| 2020 | Cesare Martino | Francesca Olivoni | Scuderia Etruria Racing | Volkswagen                    |
| 2021 | Nicola Ventura | Monica Porta      | Ecomotori Racing Team   | Renault e Ecomotive Solutions |

## Albo d'oro Trofeo
| Anno | Vincitore         | Trofeo                                      |
| ---- | ----------------- | ------------------------------------------- |
| 2018 | Nicola Ventura    | Trofeo Energy Saving Piloti                 |
| 2018 | Claudio Canale    | Trofeo Energy Saving Navigatori             |
| 2019 | Nicola Ventura    | Trofeo Energy Saving Piloti                 |
| 2019 | Daniela Marchisio | Trofeo Energy Saving Navigatori             |
| 2020 | Daniele Fuselli   | Trofeo Green Endurance Piloti               |
| 2020 | Marco Fuselli     | Trofeo Green Endurance Navigatori           |
| 2021 | Vanin William     | Trofeo Green Endurance Piloti Cat. IIIA     |
| 2021 | Pesce Mattia      | Trofeo Green Endurance Navigatori Cat. IIIA |
| 2021 | Omar Frigerio     | Trofeo Green Endurance Piloti Cat. VIII     |
| 2021 | Pozzi Oriana      | Trofeo Green Endurance Navigatori Cat. VIII |